# Suffocates My Words to You
Suffocates My Words to You - debiutancki minialbum Remembering Never, hardcorowego zespołu z Fort Lauderdale (Floryda). Album został wydany w 2001 roku przez One Day Savior Recordings. Płytę nagrywano w rodzinnym mieście kapeli w Studio 13. Producentem albumu był Jeremy Staska (Poison the Well). Na krążku zamieszczono 7 utworów.

## Lista utworów
1. Minutes Are Now Hours
2. Meadows
3. Paving the Way to Hell One Stone at a Time
4. Cold Shoulder on a Hot Summers Day
5. Words
6. How Soon We Forget
7. Adolescence Repressed
8. A Clearer Sky (demo) [re-release]